# Diamante
O diamante é um cristal sob uma forma alotrópica do carbono, de fórmula química C. É a forma triangular estável do carbono em pressões acima de 6 GPa (60 kbar). Comercializados como pedras preciosas, os diamantes possuem um alto valor agregado. Normalmente, o diamante cristaliza com estrutura cúbica e pode ser sintetizado industrialmente. Outra forma de cristalização do diamante é a hexagonal, menos comum na natureza e com dureza menor (9,5 na escala de Mohs). A característica que difere os diamantes de outras formas alotrópicas, é o fato de cada átomo de carbono estar hibridizado em sp³, e encontrar-se ligado a outros 4 átomos de carbono por meio de ligações covalentes em um arranjo tridimensional tetraédrico. O diamante pode ser convertido em grafite, o alótropo termodinamicamente estável em baixas pressões, aplicando-se temperaturas acima de 1 500 °C sob vácuo ou atmosfera inerte. Em condições ambientes, essa conversão é extremamente lenta, tornando-se negligenciada.
Cristaliza no sistema cúbico, geralmente em cristais com forma octaédrica (8 faces) ou hexaquisoctaédrica (48 faces), frequentemente com superfícies curvas, arredondadas, incolores ou coradas. Os diamantes de cor escura são pouco conhecidos e o seu valor como gema é menor devido ao seu aspecto pouco atrativo. Diferente do que se pensou durante anos, os diamantes não são eternos, pois o carbono definha com o tempo, mas os diamantes duram mais que qualquer ser humano.
Sendo carbono puro, o diamante arde quando exposto a uma chama, transformando-se em dióxido de carbono. É solúvel em diversos ácidos e infusível, exceto a altas pressões.
O diamante é o mais duro material de ocorrência natural que se conhece. Sua dureza é superada pelos também compostos (sintéticos) de carbono, grafeno e carbono acetilênico linear (conhecido também como carbino). Isto significa que não pode ser riscado por nenhum outro mineral ou substância, exceto o próprio diamante, funcionando como um importante material abrasivo. No entanto, é muito frágil, e isso deve-se à clivagem octaédrica perfeita segundo (2o). Estas duas características fizeram com que o diamante não fosse talhado durante muitos anos. A maior jazida do mundo, revelada pela Rússia ao mundo em 2012, porém de conhecimento do Kremlin desde 1970, tem capacidade para suprir diamantes, mesmo para uso industrial, pelos próximos 3000 anos.
A jazida conta com trilhões de quilates, e conta com 10 vezes mais diamantes do que todas as jazidas conhecidas existentes no mundo hoje, juntas. Ela situa-se numa cratera com extensão de 100 km entre a região de Krasnoiarsk e da República de Sakha na Sibéria, Rússia. Tal cratera teve origem há 35 milhões de anos, com a queda de um asteroide, e seus diamantes são duas vezes mais resistentes, duros, do que os encontrados em outros lugares. A sua origem é decorrente da pressão e do calor gerado no impacto. Tal durabilidade é do interesse de certos setores industriais, pois é ótimo e de extrema utilidade para confecção de equipamentos das indústrias eletrônica e ótica, assim como em equipamentos para perfuração do solo. Outras jazidas no mundo são da África do Sul. Outras jazidas importantes situam-se na Rússia (segundo maior produtor) e na Austrália (terceiro maior produtor), entre outras de menor importância.
Em outubro de 2019, um dos diamantes mais raros do mundo foi descoberto na República de Sakha da Sibéria; ele foi designado de “diamante Matryoshka”, em homenagem às icônicas bonecas russas. O diamante mede apenas 4,8 mm x 4,9 mm x 2,8 mm, e dentro dele existe uma cavidade interna que contém outro diamante medindo apenas 1,6 milímetro cúbico. Ainda não foi estimado o valor da pedra, mas a empresa que a descobriu (ALROSA) disse que suas características a tornará uma das mais valiosas do mundo.
A densidade é de 3,48. O brilho é adamantino, derivado do elevadíssimo índice de refração (2,42). Recorde-se que todos os minerais com índice de refracção maior ou igual a 1,9 possuem este brilho. No entanto, os cristais não cortados podem apresentar um brilho gorduroso. Pode apresentar fluorescência, ou seja, a incidência dos raios ultravioleta produzem luminescência com cores variadas originando colorações azul, rosa, amarela ou verde.

## Propriedades

### Condutividade elétrica
Alguns diamantes azuis são semicondutores naturais, em contraste com a maioria dos diamantes, que são excelentes isolantes elétricos. Substancial condutividade é comumente observada em diamantes não dopados crescidos por deposição química a vapor, podendo ser removida usando certos tratamentos para a superfície.

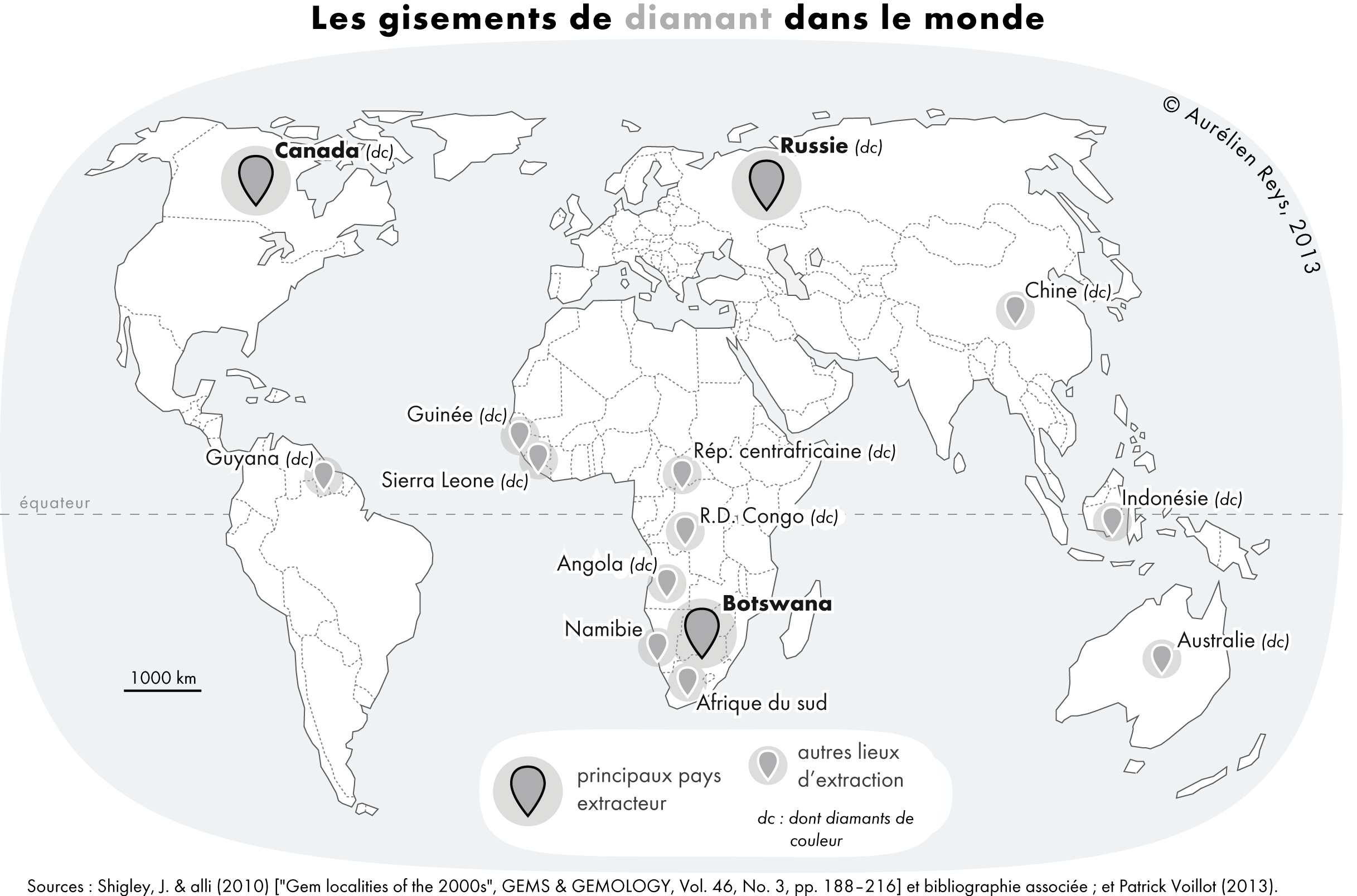
Mapa dos principais países produtores no mundo

### Dureza
Apresenta uma dureza de 10 (valor máximo da escala de Mohs). Uma dureza de 70-150 GPa no teste de dureza Vickers. Esta dureza é herdada de sua forte estrutura de cristal. No entanto, a dureza do diamante varia materialmente, o que é do conhecimento comum dos lapidadores. Infelizmente, declarações errôneas sobre a variação da dureza do diamante encontraram seu caminho na literatura mineralógica. Contribuições significativas para o nosso conhecimento da dureza do diamante e sua relação com a estrutura do cristal e com o corte para gemas e propósitos industriais foram feitas por W. Fr. Eppler, H. Rose, K. Schlossmacher e H. Bergheimer.
O mecanismo de formação de impressão de microdureza em cristais de estrutura de diamante é considerado o resultado de uma transição de fase local sob o indentador com a formação de uma fase metálica devido à alta pressão hidrostática. De acordo com o efeito Hall-Petch, a dureza do diamante pode ser aumentada por nanoestruturação (por meio de microestruturas nano-geminadas e nano-geminadas).
Todos os materiais têm estados quânticos específicos que são extremamente frágeis. Eles devem ser isolados de tudo a ser medido, mas mesmo a medição pode alterá-los. No entanto, os diamantes, devido à sua estrutura, podem manter estados quânticos por tempo suficiente para medições. Especificamente, defeitos de escala atômica no diamante, um átomo de nitrogênio onde um átomo de carbono deveria estar, podem ser medidos e usados para aplicações de mecânica quântica. Um defeito específico na estrutura cristalina que seria indesejável em uma aliança de casamento, mas excelente para aplicações físicas, é a vacância de nitrogênio. Os números quânticos de spin do defeito NV podem ser medidos iluminando comprimentos de onda específicos de luz verde no defeito. A quantidade de luz emitida pelo defeito depende do spin do estado fundamental. Além disso, quando a luz verde é aplicada, os elétrons passam pelo estado de spin e, eventualmente, alcançam ms = 0 e podem ser manipulados em outros experimentos. Onde a maioria dos materiais exibe estados quânticos fugazes, os diamantes os mantêm.

### Outras
Os diamantes são lipofílicos e hidrofóbicos, o que significa que a superfície de um diamante não pode ser molhada por água mas pode facilmente perder o brilho ou ser molhada por óleo.
Sob temperatura ambiente os diamantes não reagem com a maioria dos reagentes químicos, incluindo vários tipos de ácidos e álcalis. Assim, ácidos e álcalis podem ser usados para refinar diamantes sintéticos. Pode-se contudo se incendiar o diamante no ar.

## Aplicações, classificação e valor

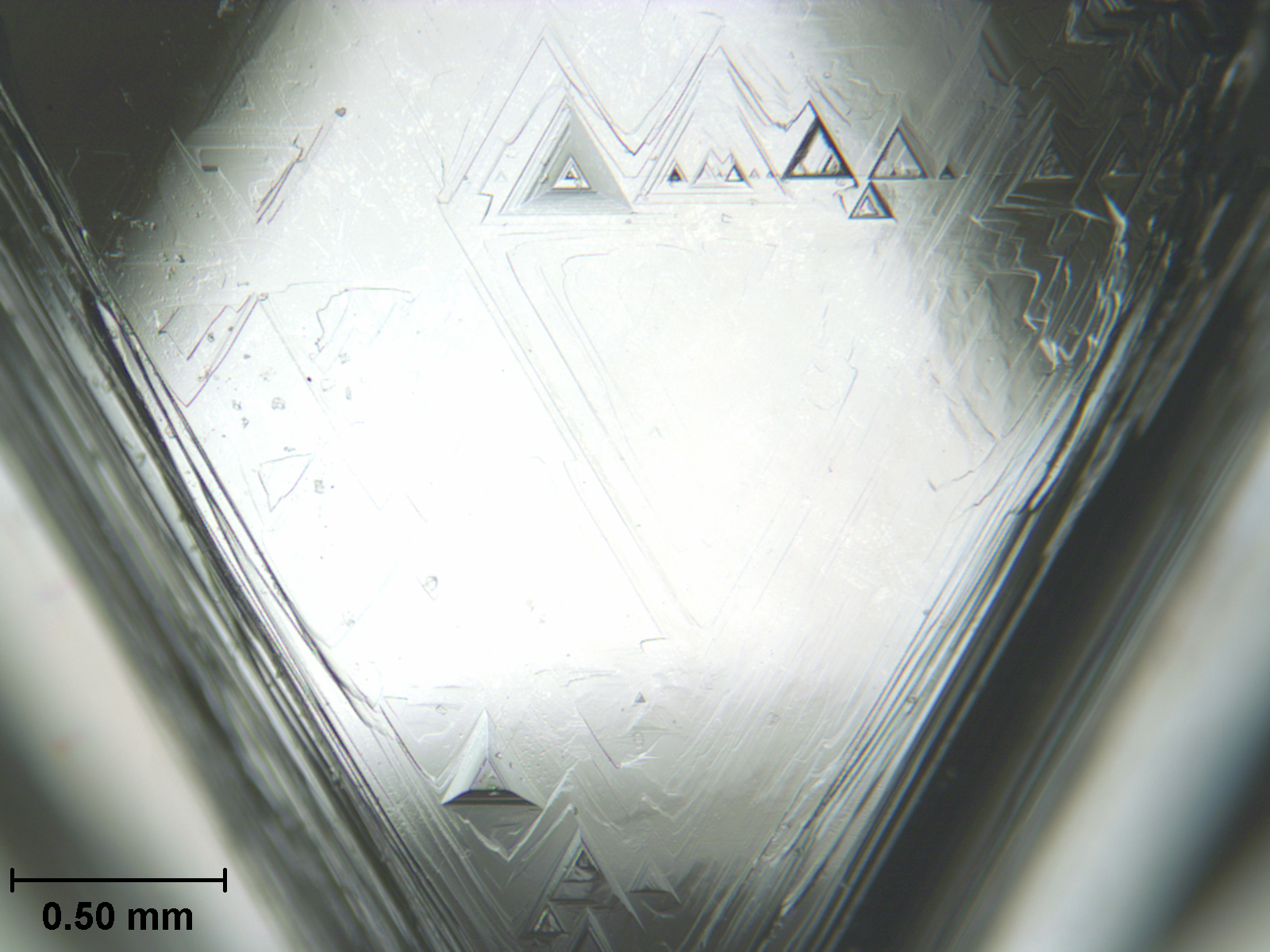
Uma face de um diamante bruto.

### Aplicações
O uso como adorno (gema) é milenar, na Índia era usado para identificar as castas. Por ter grande índice de refração, é a gema mais brilhante. Por ser a substância mais dura da natureza, "não arranha" e por isso, seu brilho é eterno.
Os diamantes que não têm uso joalheiro terão uso industrial, pois são grandes abrasivos.
O valor da gema diamante (uso joalheiro), como o de todas as coisas, depende da oferta e da procura. Como o diamante é um mineral abundante na natureza, na década de 1950, o Instituto Gemologico Americano (GIA - Gemological Institute of America) criou um padrão de classificação para tornar possível a comercialização do diamante globalmente. Esse padrão foi criado para classificar diamantes da escala de incolores à matizadas (levemente amarelado ou acinzentado), os diamantes coloridos naturalmente são mais raros e possuem classificação diferente.
A classificação GIA para a escala de incolor à matizada é baseada em 4 variáveis, são elas: peso, cor, pureza e lapidação. Em inglês, essas variáveis se chamam carat, color, clarity e cut, formando assim os 4 C's do Diamante. São esses itens que tornam um diamante mais valioso que outro.
Um diamante pode ser usado para a armazenagem de informações quânticas teletransportadas com segurança. Essa conquista pode ter implicações significativas para a tecnologia de informação quântica de como as informações confidenciais são compartilhadas e armazenadas.

### Aplicações em nanométrica
O diamante tem aplicações emergentes em nanofotônica, sistemas mecânicos micro elétricos e blindagem de radiação. Mas como esse material se comporta em escala nanométrica. Nano-agulhas de diamante, aproximadamente 20 nm de comprimento ou 10 000 vezes menores que um cabelo humano, se dobram, se deformam, mudam de estado e rachaduras.

### Classificação e valor
- Peso: A unidade de medida para pesar gemas é o Quilate (ct), em inglês Carat, 1 quilate equivale a 0,2 gramas. O preço de um diamante de 2ct é muito maior do que o de dois diamantes de 1ct, pois um diamante de 2ct é muito mais raro. Nessa variável, quanto mais pesado melhor.
- Cor: A classificação de cor leva em consideração o tom de cada diamante comparado ao tom de gemas matrizes que são guias de referência criadas pelo GIA. Nessa variável, quanto "mais incolor" melhor.

D - E - F - G - H - I - J - K - L - M - N - O - P ... Z
- Pureza: A classificação de pureza mensura a quantidade, o tamanho e as cores de inclusões internas e de características da superfície. Convencionou-se que essas características incluídas e superficiais, tem que ser vistas em uma lupa de 10x de aumento. Nesta variável, quanto menos melhor.

F - IF - VVS1 - VVS2 - VS1 - VS2 - SI1 - SI2 - I1 - I2 - I3
- Lapidação: É a ação do homem para tirar da gema bruta o melhor nessas 3 variáveis anteriores sem comprometer o brilho, o "fogo" e a vida do diamante. A lapidação brilhante é a lapidação mais popular do diamante, a ponto de ser confundida com o próprio nome do mineral diamante. A lapidação brilhante, também conhecida como lapidação completa, foi projetada para que toda a luz que entre na gema seja refletida para cima fazendo com que o diamante brilhe ainda mais. Nesta variável, quanto mais brilho, mais fogo, mais vida melhor. Sem esquecer que o formato da gema também sofre impacto no seu preço pela procura, um diamante brilhante redondo pode ser mais desejado que um diamante triangular.

## Talha
Uma vez selecionados, os diamantes são cortados e talham-se ao longo de direções nas quais a dureza é menor. Uma talha bem realizada é aquela que realça o foco, ou seja, o conjunto de reflexos de cores derivados dos reflexos.

## Diamantes sintéticos
Atualmente, existe a possibilidade de fazer diamantes sintéticos, submetendo grafite a pressões elevadas. No entanto, o resultado são quase sempre cristais de dimensões reduzidas para poderem ser comercializados como gemas. A chance de adquirir um diamante sintético no lugar de um natural é quase nula, sendo inclusive inferior à possibilidade de encontrar gemas que os comerciantes dizem ser diamante mas que não o são realmente.
A estabilidade térmica do diamante sintético é menor do que o natural, em ambiente oxidativo, como ao ar, o diamante sintético oxida (grafitiza) a temperaturas em torno de 850 °C. Já em atmosfera controlada sua resistência a grafitização é próxima aos 1 200 °C.
Embora já em 1880 J. Balentine Hannay, um químico escocês, tivesse produzido minúsculos cristais, só em 1955 cientistas da General Electric Company conseguiram um método eficaz para a síntese de diamantes. Este feito foi creditado a Francis Bundy, Tracy Hall, Herbert M. Strong e Robert H. Wentorf, depois de investigações efetuadas por Percy W. Bridgeman na Universidade de Harvard. Os diamantes assim conseguidos eram de qualidade industrial (não gemológica), sendo hoje em dia produzidos em larga escala. Cristais com a qualidade de pedras preciosas, só se conseguiram sintetizar em 1970 por Strong e Wentorf, num processo que exige pressões e temperaturas extremamente elevadas.

## Leilões
Um diamante azul com cerca de 12,03 quilates foi vendido, em 11 de novembro de 2015, pela leiloeira Sotheby's, em Genebra, por um preço recorde de 43,2 milhões de francos suíços (cerca de 40 milhões de euros). Foi o "preço mais alto por quilate" alguma vez conseguido por diamantes.
Encontrado a 16 de novembro de 2015 na mina de Karowe, no Botsuana, o ‘Lesedi la Rona’ (Nossa luz) foi a leilão dia 29 de junho de 2016 em Londres pela Sotheby’s. Esperava-se que pudesse atingir um valor superior a 60 milhões de euros. Tem 1 109 quilates (222 gramas) é quase do tamanho de uma bola de ténis e é o maior diamante descoberto em mais de cem anos. Não foi vendido, pois não apareceram interessados.
Em setembro de 2016, o diamante mais caro de sempre foi comprado pela empresa De Grisogono, num leilão privado da Sothebys, de Londres por 56 milhões de euros. O diamante tem o nome de “The Constellation”, tem 813 quilates, mede 6 centímetros e foi encontrado no Botswana.
No dia 26 de maio de 2020, a revista científica Nature Comunications publicou um artigo informando que cientistas descobriram a ocorrência de uma "chuva de diamantes" no núcleo de dois planetas do sistema solar, Urano e Netuno. No artigo, os pesquisadores também explicaram como essa incrível reação é possível, além de discutirem a importância dessa pesquisa para o futuro das tecnologias humanas. 